# Grete Roulund
Grete Roulund (19. marts 1946 i Vanløse – 10. november 2004) var en dansk forfatter. Roulund blev student fra Akademisk Studenterkursus i 1965 og blev senere uddannet indenfor veterinærvidenskab. Hun debuterede med en samling af tre noveller Verdito der har et fælles spansk motiv. Hendes romaner udforsker hvordan mennesker reagerer i ekstreme situationer.
Romanen Professor Sterns kontor foregår i den inderste del af et laboratorium, hvor tre kvinder spærres inde, da sikkerhedssystemet svigter. Historien fortælles af laboratoriets kontorer, som begræder egne begrænsninger, mens de undrer sig over menneskets væsen og handlinger.

## Udvalgte bøger
- 1982 - Blackhawk
- 1988 – Dødens horisont
- 1998 -Silberknabe
- 2000 – Kvinden fra Sàez
- 2001 – Madeshi
- 2002 – Professor Sterns kontor
- 2003 – Baga Road

## Eksterne referencer
- Artikel om Roulund i denstoredanske
- "Med opspilede øjne" Anmeldelse af "Silberknabe" i Information 29. september 1998
- "På opdagelsesrejse i psyken" Kristeligt Dagblad 15. juni 2004